# John Boozman
John Nichols Boozman (Shreveport, 10 dicembre 1950) è un politico statunitense, senatore per lo stato dell'Arkansas dal 2011 e in precedenza membro della Camera dei Rappresentanti per lo stesso stato dal 2001 al 2011.

## Biografia
Figlio di un sergente dell'Air Force, Boozman nacque in Louisiana e dopo gli studi universitari divenne optometrista.
Entrato in politica con il Partito Repubblicano, nel 2001 si candidò alla Camera dei Rappresentanti in un'elezione speciale per assegnare il seggio del dimissionario Asa Hutchinson. Boozman venne eletto deputato con un ampio margine di scarto e fu riconfermato per altri quattro mandati negli anni successivi.
Nel 2010 Boozman lasciò il seggio alla Camera per candidarsi al Senato, sfidando la democratica in carica Blanche Lincoln. Boozman riuscì a sconfiggere la Lincoln con un margine di ventuno punti percentuali e fu così eletto.
Ideologicamente John Boozman è considerato un repubblicano conservatore.